# Abadía de Henryków

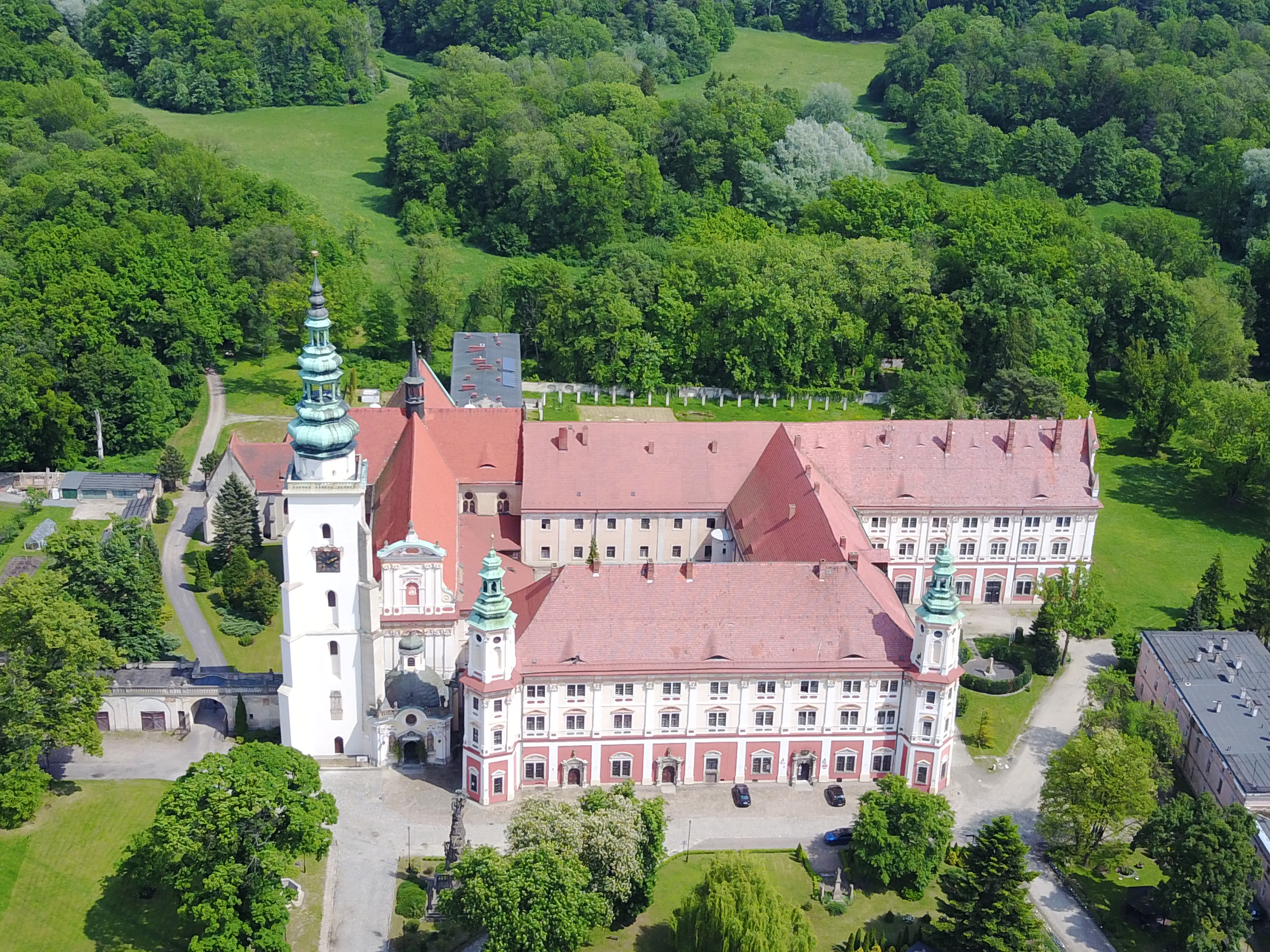
Abadía Cisterciense de Henryków

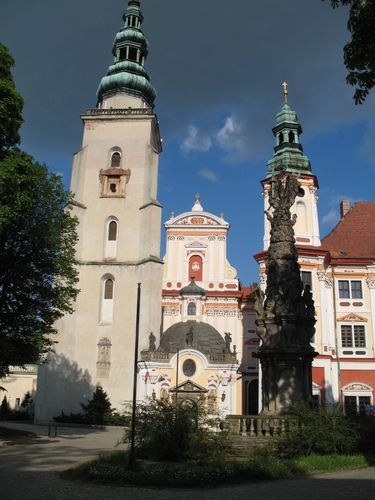
Fachada de la iglesia

La abadía cisterciense de Henryków es un complejo monástico de Polonia situado en Henryków, en el municipio de Ziębice,  en la Baja Silesia. De estilo barroco post-cisterciense en él destaca la Iglesia de la Asunción de la Santísima Virgen María y San Juan Bautista.
Es uno de los mejores y más bellos monasterios barrocos de Silesia, el lugar donde se escribió el Libro de Henryków, un monumento de la escritura polaca. Actualmente, el monasterio de Henryków funciona como prior de la Abadía de Szczyrzyce. Hoy en día, los edificios del monasterio albergan, entre otros, el Annus Propedeuticus  —una filial del Metropolitańskie Wyższe Seminarium Duchowne ('Seminario Superior Metropolitano') de Breslavia (hasta 2018)— y el Katolickie Liceum Ogólnokształcące im. bł. Edmunda Bojanowskiego ('Escuela Secundaria Católica Bendito Edmund Bojanowski').

## Historia de la abadía

### Origen y desarrollo del monasterio

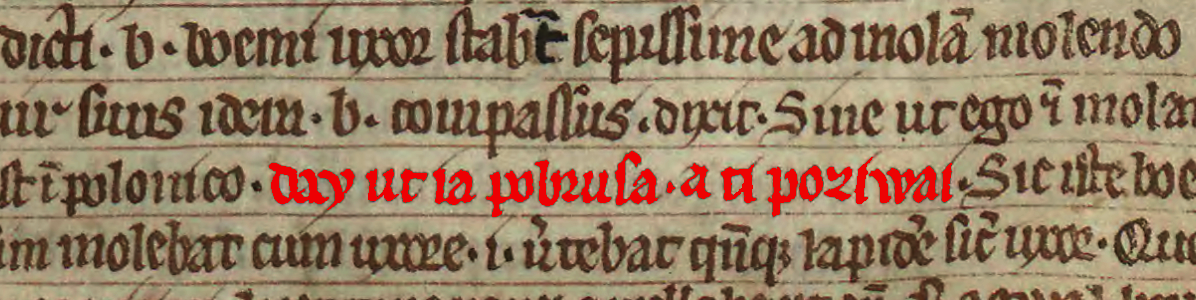
Fragmento del libro de Henryków

Los orígenes de la abadía de Henryków se remontan al año 1222. Fue entonces cuando el duque Enrique I el Barbudo dio a Mikołaj, canónigo de la catedral de Breslavia, el permiso para establecer en Henryków, en el valle del río Oława, la orden cisterciense (una filial de la abadía de Lubiąż). Mikołaj fue el iniciador de la idea de sitiar a los cistercienses en Henryków, mientras que el fundador oficial de la abadía fue el duque Enrique II el Piadoso, hijo de Enrique I el Barbudo. Eso significa que la abadía de Henryków contaba con la protección de los duques de Silesia, lo cual era una garantía de su desarrollo.
Los primeros monjes llegaron a Henryków el 28 de mayo de 1227. Eran nueve monjes de Lubiąż dirigidos por el abad Enrique. En 1228 se publicó el documento de fundación del monasterio, que también definía su dotación. No era muy impresionante en comparación con otras abadías. En 1228 se consagró la primera iglesia de madera del monasterio. A pesar de su modesta dotación, el monasterio se desarrolló de forma dinámica, aumentando sus posesiones. Este desarrollo se vio interrumpido por la invasión mongola en 1241, cuando la iglesia y el monasterio fueron quemados y saqueados. Además, la situación del monasterio empeoró con la muerte del duque Enrique el Piadoso en la batalla de Legnica.
Tras la invasión mongola, los cistercienses se concentraron en la reconstrucción de su monasterio y en la recuperación de sus bienes. Para poner en orden el monasterio, el abad Pedro redactó un documento llamado Liber fundationis claustri Sancte Marie Virginis in Henrichow, que ponía en orden los asuntos del monasterio. Este documento, llamado Libro de Henryków, es uno de los monumentos más valiosos de la escritura polaca: contiene la primera frase escrita en documentos en polaco.
Los cistercienses de Henryków pasaron los años siguientes reforzando su posición en la región. Obtuvieron sus ingresos principalmente de la propiedad de la tierra y de las actividades artesanales. El establecimiento de una filial de la Abadía en Krzeszów en 1292 atestigua su creciente posición. En 1304 se inició la construcción de una nueva iglesia gótica del monasterio. Además, los duques de Ziębice hicieron de la abadía de Henryków su necrópolis familiar. En 1341, el príncipe Bolek II de Ziębice fue enterrado en el monasterio, y poco después su esposa. La prosperidad del monasterio se vio agravada por las guerras husitas, que asolaron la abadía en los años 1427-1430. El monasterio fue incendiado y saqueado, y los monjes huyeron a Nysa y Breslavia. Desgraciadamente, las guerras husitas no fueron la única causa de daños en el monasterio. Tras las guerras husitas, el monasterio reconstruido fue destruido varias veces más en el siglo XV. En 1438 fue destruida por el ejército de Segismundo de Reichenau, y en 1459 por el ejército checo del rey Jorge de Podiebrad.
A partir de mediados del siglo XVI, el desarrollo del monasterio avanzó. Una contribución importante fue la del abad Andrés, bajo cuyo mandato se crearon los elementos renacentistas de los edificios del monasterio. También en esa época, el abad de los cistercienses de Ląd llevó a cabo reformas en la disciplina y el trabajo monástico. Esto contribuyó a mejorar el estado del monasterio. El abad Wincenty de Strzelin también se esforzó por seguir reformando el monasterio. Se ordenó a los monjes que cerraran sus dormitorios durante la noche y se les prohibió salir a comer, beber o participar en disputas inútiles después de las completas nocturnas. Las mujeres también tenían prohibida la entrada a la clausura monástica. Paralelamente a la renovación espiritual, se llevó a cabo la reconstrucción económica. El monasterio recibió permiso para gestionar una posada fuera de sus muros y el derecho a fabricar cerveza. Un aspecto importante del desarrollo del monasterio fue su asentamiento por parte de monjes alemanes, procedentes de las abadías de Gran Polonia - Ląd, Obra y Wągrowiec, donde se llevó a cabo el proceso de polonización de las abadías. El desarrollo de la abadía de Henryk se vio interrumpido por la Guerra de los Treinta Años, cuando el monasterio fue saqueado e incendiado. También se destruyó una parte importante de la biblioteca original del monasterio. Hubo también una epidemia de peste en la abadía en el año 1633.

### Los años de gloria

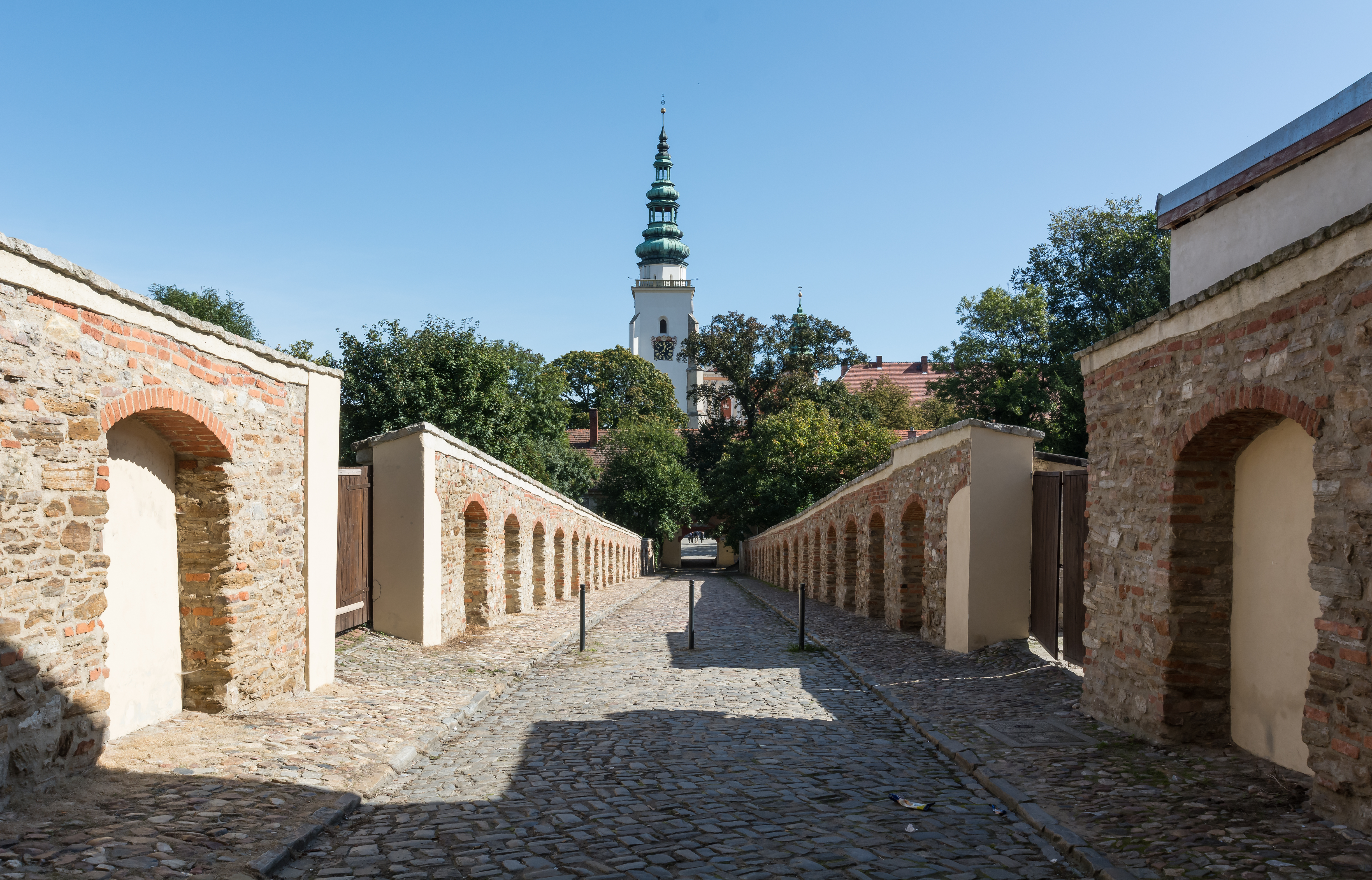
Vista de la Abadía de Henryków desde la puerta principal

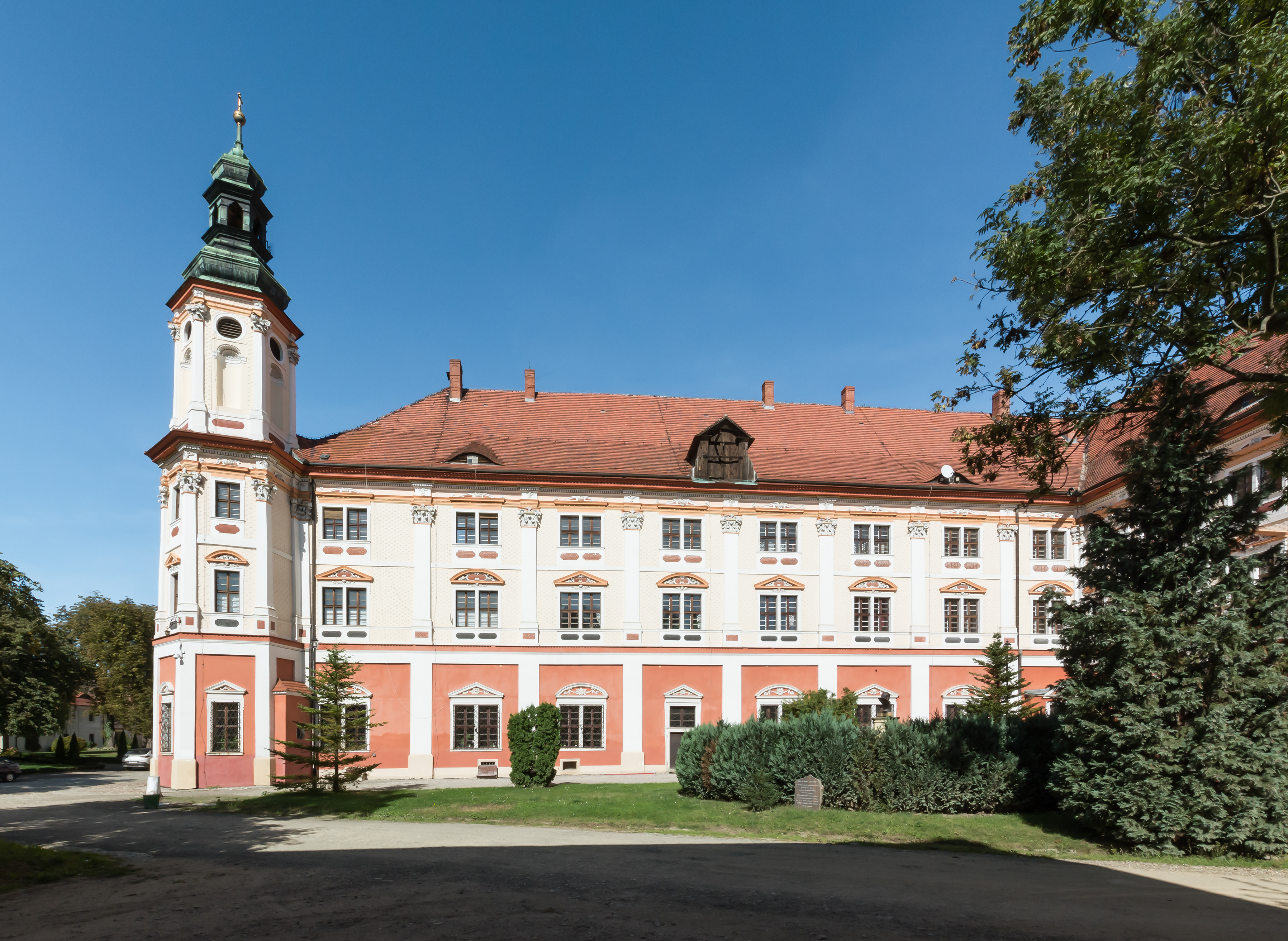
Edificio del monasterio

Después de la Guerra de los Treinta Años llegaron los años de mayor desarrollo y esplendor de la abadía. Los comienzos de la posguerra fueron difíciles para los cistercienses debido a la considerable deuda del monasterio. Por este motivo, el abad Kaspar Liebichen renunció a su cargo. Sin embargo, sus dos sucesores, Melchior Welzel y Henrik Kahlert, devolvieron al monasterio su antiguo esplendor, mientras que su sucesor Tobias Ackermann continuó el desarrollo de la abadía. La mayoría de los edificios barrocos de la abadía se construyeron en ese momento. Se llevó a cabo un programa de fortalecimiento de la fe de los habitantes de los pueblos vecinos. Un lugar especial para este programa fue la iglesia de la abadía, reconstruida en estilo barroco. De esa época proceden los monumentos muebles más valiosos, situados tanto en la iglesia como en la abadía. En 1684 se realizó el altar mayor con la pintura Boże Narodzenie według świętego Bernarda de Michael Willmann en la parte central. También son de esa época otros cuadros de Willmann y de Jan Liszka, y esculturas de Maciej Steinl, Tomasz Weissfeldt, Jerzy Leonard Weber y algunas de las mejores sillerías del coro rococó de Polonia, obra de desconocidos tallistas cistercienses, decoradas con bajorrelieves con escenas de la vida de Jesús y la Virgen María. La iglesia de la abadía de Henryków se convirtió en un importante santuario mariano y en el lugar de culto de san José.
La pujanza económica de la abadía en esa época quedó demostrada por la compra en 1699 de la abadía cisterciense de Zirc, en Hungría, destruida por los turcos. Desde entonces y hasta la secularización del monasterio, el abad de Henryków fue abad de los dos monasterios en el marco de una unión personal. Alrededor del año 1760 se construyó la capilla de Santa María Magdalena, que se convirtió en el mausoleo de los Piastas de Ziębice.
El periodo de las guerras de Silesia entre Prusia y Austria, en los años 1741-1762, se detuvo el desarrollo de la abadía. Varias veces el ejército estacionó en el monasterio, saqueando el tesoro monástico. Se impusieron altos tributos de guerra a la abadía. Las guerras napoleónicas pusieron fin al monasterio. En 1801, las autoridades prusianas cerraron gimnazjum (escuela secundaría) del monasterio y requisaron la biblioteca del monasterio, con la colección de libros más rica de Silesia, compuesta por 132 manuscritos y 20.000 libros. El 22 de noviembre de 1810, el rey prusiano Federico Guillermo III, en busca de ingresos para reforzar el ejército, anunció un edicto de secularización. Los monjes fueron obligados a abandonar el monasterio y pudieron llevar sólo el hábito, el breviario y la comida para dos días. La abadía de Henryków fue liquidada tras 582 años de existencia.

### Historia de la abadía tras la secularización

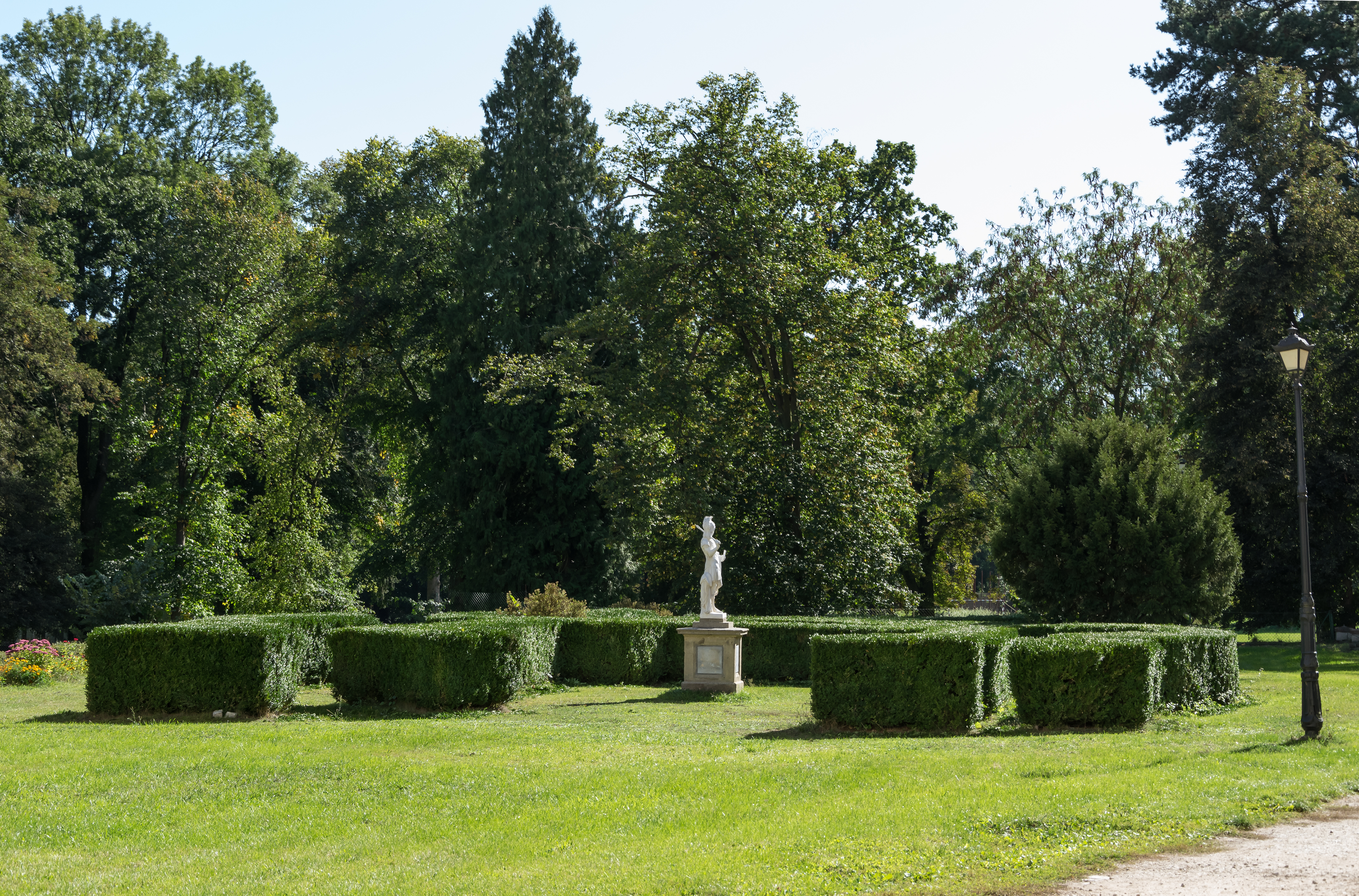
Jardines del monasterio

Poco después de la secularización, los bienes de Henryków fueron comprados por la reina holandesa Guillermina de Prusia, hermana del rey prusiano. El monasterio fue ligeramente reconstruido para ser utilizado como residencia de magnates. En 1863 fue heredada por los duques de Sajonia-Weimar. Aunque eran evangélicos, los Weimar no destruyeron los restos cistercienses del edificio del monasterio. En 1879 fue creado un parque paisajístico en la abadía, así como un jardín de estilo italiano, en clara referencia a los jardines de Weimar. Más tarde, los edificios de la abadía albergaron un hospital de élite para enfermos mentales. Durante el Tercer Reich, se organizó una fábrica militar en Henryków, donde trabajaban los prisioneros de guerra de Luxemburgo. Al final de la guerra, el monasterio fue robado y devastado.

## La abadía hoy en día
En 1949, la abadía de Henryków fue devuelta a los cistercienses. Los monjes de Szczyrzyce establecieron aquí su priorato. Se apoderaron de la iglesia y de parte del monasterio, que ahora es un convento. El resto del monasterio se utilizó inicialmente como almacén militar, luego como centro de vacaciones y recreo de una de las minas de la Alta Silesia, y en 1965 se estableció allí una Empresa de Cultivo de Plantas y Semillas y una Escuela Técnica de Semillas y Agricultura. Desde entonces, ha comenzado la lenta reconstrucción de la abadía. En 1990, por iniciativa del cardenal Henryk Gulbinowicz, la abadía pasó a ser propiedad de la arquidiócesis de Breslavia. El 25 de septiembre de 1990 en las salas de la abadía se fundó el Annus Propedeuticus como filial del Seminario Superior Metropolitano de Breslavia para los estudiantes-clérigos de primer año. En los años siguientes se renovaron el edificio del monasterio, las salas y los alrededores. El 28 de octubre de 2000, el cardenal Joseph Ratzinger -más tarde Papa Benedicto XVI- acudió a Henryków para la solemne ceremonia de colocación de las túnicas a los alumnos del primer curso del MWSD de Breslavia.
En 1997, se creó la Dom Opieki Caritas im. św. Jadwigi Śląskiej como exvoto para el 46.º Congreso Eucarístico Internacional, que tuvo lugar en Breslavia, y en 2002, por iniciativa del cardenal Henryk Gulbinowicz, se creó en el monasterio la «Escuela Secundaria Católica Bendito Edmundo Bojanowski» (KLO), como escuela pública para chicos con los derechos de una escuela pública y destinada principalmente a jóvenes de familias rurales pobres. Tras una completa renovación, la antigua enfermería del monasterio se convirtió en un dormitorio para la KLO. En 2004, el arzobispo Marian Gołębiewski, nuevo metropolitano de Breslavia, siguió ocupándose del monasterio. En 2005, en una parte de las dependencias se crearon los Talleres de Terapia Ocupacional Juan Pablo II, gestionados por Caritas diocesana.

## Monumentos

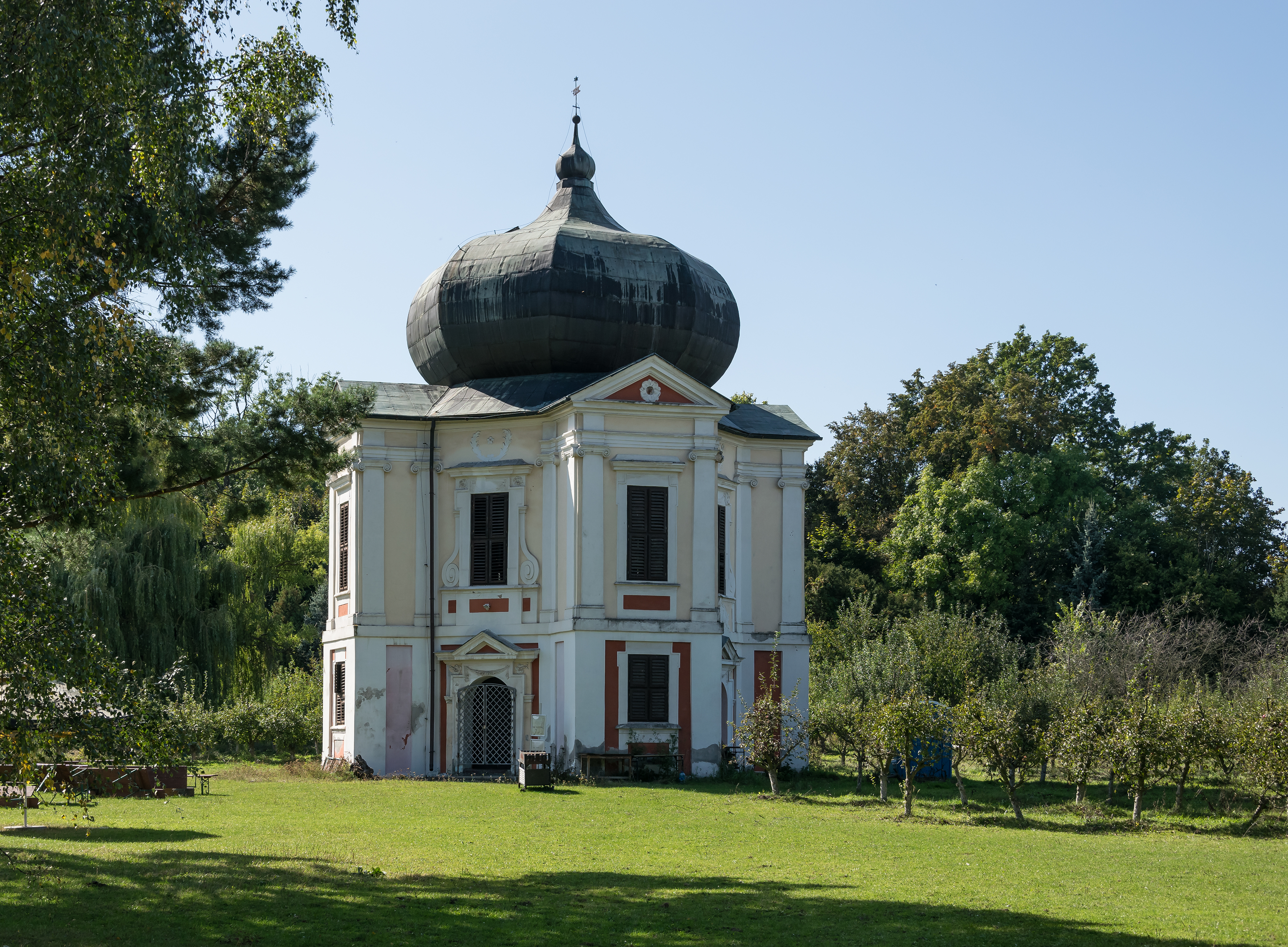
Pabellón del jardín

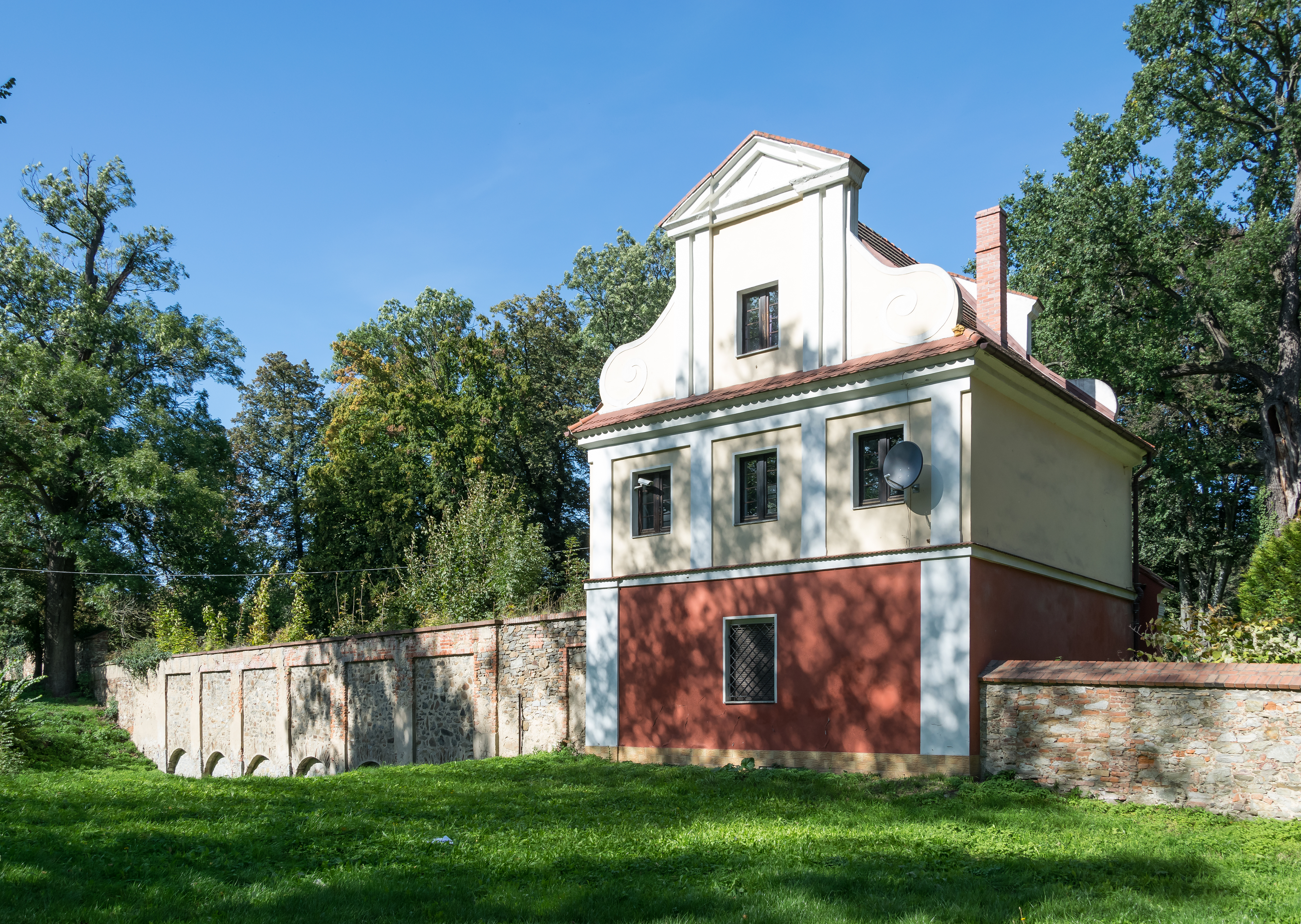
Edificio de la puerta del parque

La abadía cisterciense de Henryków es un conjunto monumental único inscrito en el registro de monumentos. Según ese registro, el conjunto histórico comprende varias decenas de edificios, siendo los más importantes (ordenados por fecha de inclusión en el registro):
- iglesia parroquial de la Asunción de la Santísima Virgen María y Juan Bautista (n.º de registro A/1682/7272 de 25 de noviembre de 1949);
- jardines y parque del monasterio (n.º A/4166/293 de 1 de febrero de 1952);
- mausoleo de Piastas (capilla de María Magdalena) (n.º A/4151/335 del 6 de noviembre de 1956);
- monasterio cisterciense, actualmente un monasterio, un seminario, una escuela secundaria y una residencia n.ºA/ 1923/742/Wł de 30 de abril de 1980);
- edificio del hospital, actualmente dormitorio de la escuela secundaria (n.º A/4156/868/Wł del 21 de septiembre de 1981);
- escuela de latín, ahora vivienda (anexo suroeste de la abadía) (n.º A/4152/864/Wł del 21 de septiembre de 1981);
- vivienda oficial, ahora una residencia de ancianos de Caritas (el anexo occidental de la abadía), reg. n.º A/4153/865/Wł del 21 de septiembre de 1981
- establo con parte residencial (n.º A/4154/866/Wł de 21 de septiembre de 1981)
- wozownia (n.º A/4155/867/Wł del 21 de septiembre de 1981);
- construcción de la puerta superior, la entrada principal de la abadía (n.º A/4162/874/Wł del 21 de septiembre de 1981);
- edificio de la puerta del parque de la abadía (n.º A/4160/872/Wł de 21 de septiembre de 1981);
- Orangerie I, ahora una escuela secundaria (n.ºA/4158/870/Wł del 21 de septiembre de 1981);
- Orangerie II
- pabellón de jardín (n.º A/4157/869/Wł de 21 de septiembre de 1981);
- casa del jardinero (n.º A/4165/1014/Wł del 21 de septiembre de 1981);
- Iglesia auxiliar de San Andrés (n.º A/1931/1047/Wł desde el 30 de noviembre de 1984).

### Iglesia

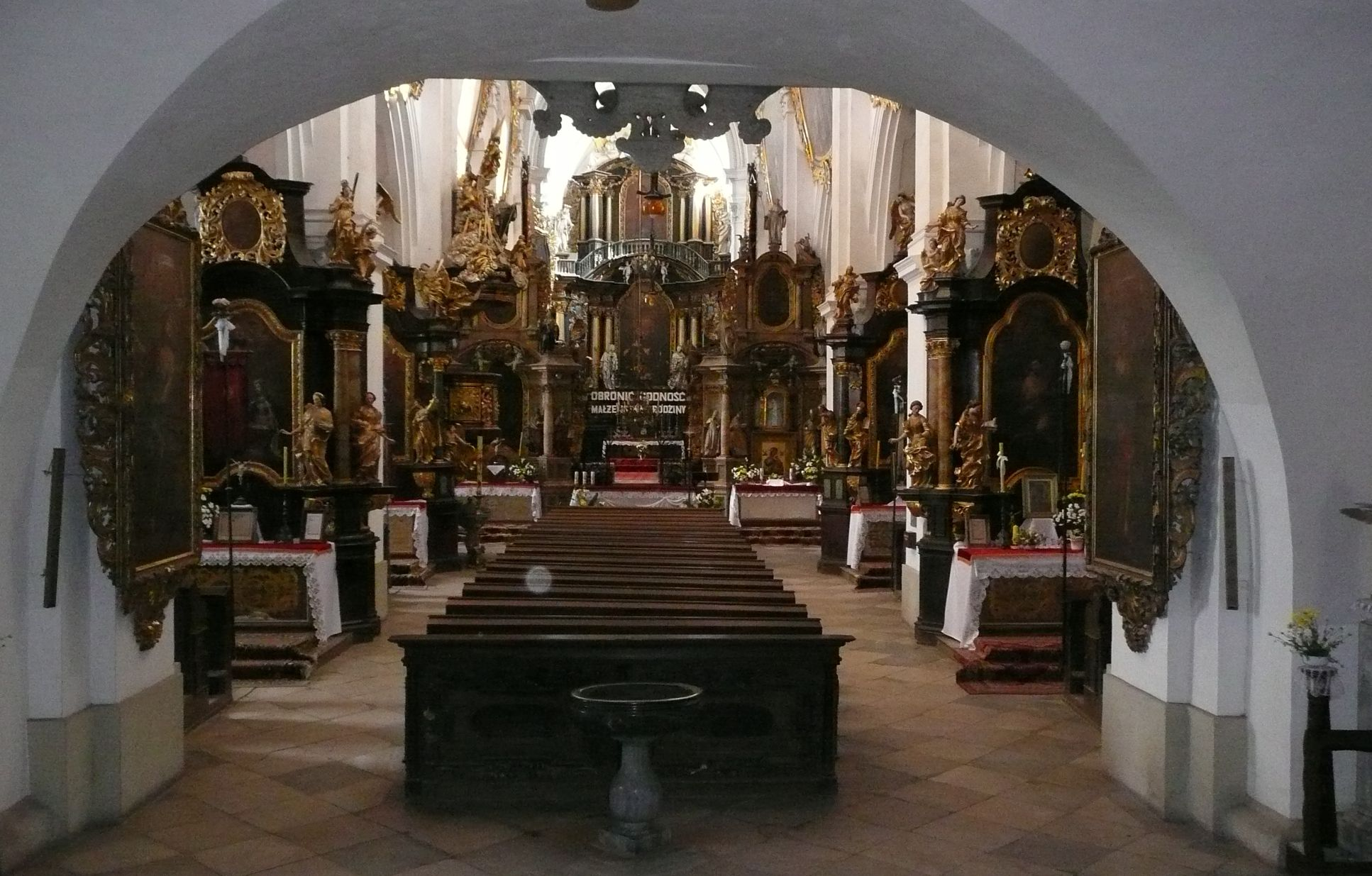
Interior de la iglesia de Henryków visto desde el vestíbulo

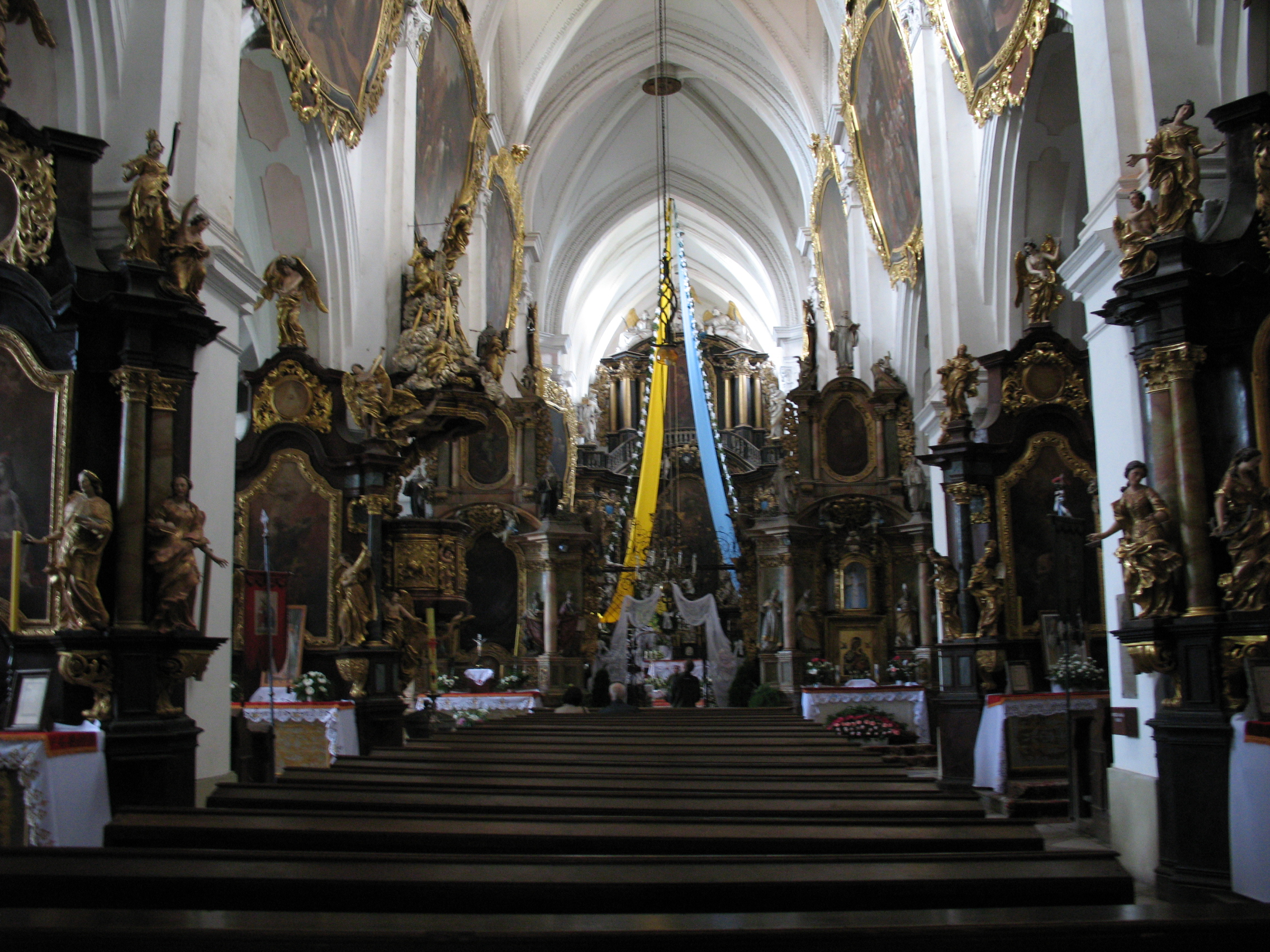
Interior de la iglesia de Henryków

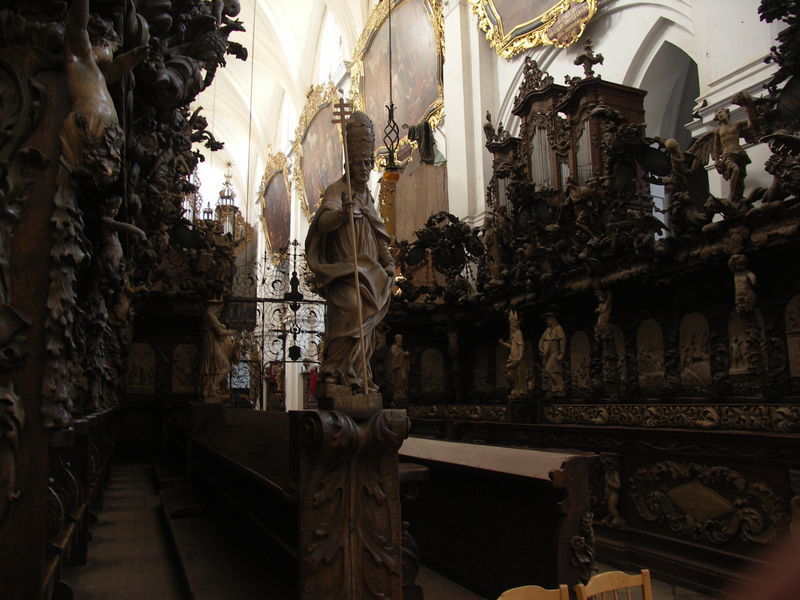
Sillerías del coro de la iglesia de Henryków

La iglesia del monasterio de la Asunción de la Santísima Virgen María y San Juan Bautista, actualmente una basílica menor que sirve de iglesia parroquial es el monumento más antiguo y valioso de la abadía. Su construcción comenzó en 1241 con un presbiterio y un crucero de estilo gótico tardío. A mediados del siglo XIV se completó la nave gótica. A principios del siglo XVI, fue añadida al presbiterio dos capillas de estilo gótico tardío, la de la Santa Cruz y la del Santo Sepulcro, por el noreste. En 1608 fue construida una torre en el lado oeste. En el siglo XVII fue reconstruida la iglesia en estilo barroco añadiendo dos capillas más, la de San José y la de la Santísima Trinidad, y una fachada con una capilla a modo de vestíbulo. En 1753 fue construida la capilla de Santa María Magdalena, actual mausoleo de los Piastas. En el mausoleo hay una lápida gótica del príncipe Bolek y de su esposa Jutta, una de las lápidas dobles más antiguas de Polonia.
El altar mayor, obra de Georg Schroetter, fue creado entre los años 1681 y 1684. Está decorado con dos cuadros de Michael Willmann, el grande Boże narodzenie w wizji św. Bernarda y el superior Zbawca świata. El gran cuadro está rodeado a la izquierda por las estatuas de san Benito, san Juan Bautista y san Pedro, y a la derecha por las de san Bernardo, san Juan Evangelista y san Pablo. En el altar lateral hay una estatua de Virgen María con el Niño, llamada Matką Języka Polskiego (español: la Madre de la Lengua Polaca). Fue coronada con coronas episcopales en 1952.
Las sillerías barrocas son unos objetos muy bellos de la iglesia. Son una obra sobresaliente de la talla en madera de Silesia. El tallo de la sillería del coro, de estilo renacentista, data del año 1567; la decoración está ricamente tallada con acantos y conchas. Los respaldos, decorados con 36 bajorrelieves que representan escenas de la vida de Cristo, fueron realizados en madera de tilo. Después de 1700, fueron añadidos los palcos del abad y del prior, y el conjunto se enriqueció con cuatro pares de estatuas exentas de san Gregorio Magno, Eugenio III, san Jerónimo, Conrado de Poitiers, san Benito y san Bernardo.
El órgano, obra de maestros de Świdnica, procede de mediados del siglo XVII y es el más antiguo de Silesia. El conjunto se complementa con 14 pinturas barrocas que representan la vida y la leyenda de San Bernardo, colocadas en la parte superior de la nave.

### Complejo del monasterio

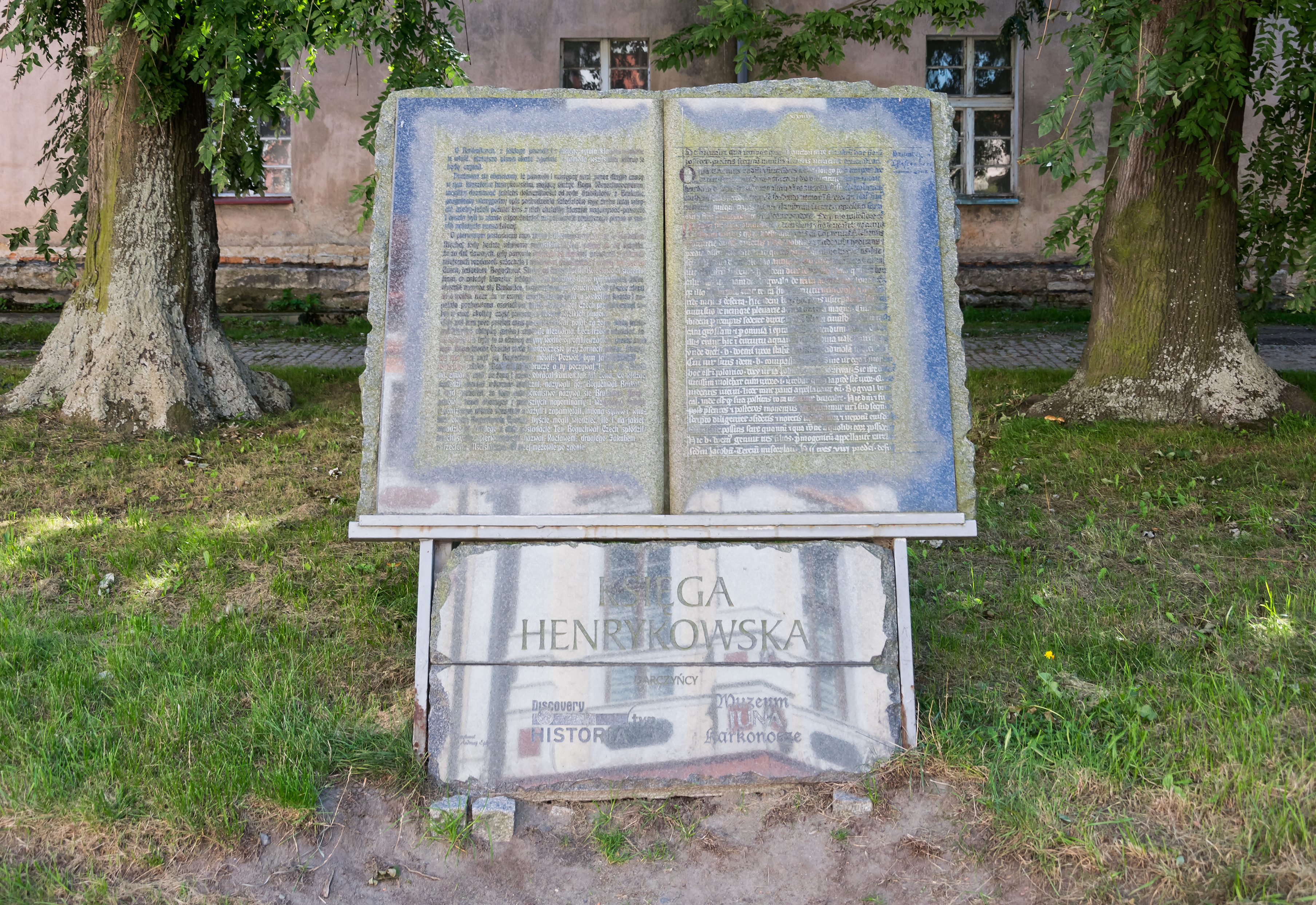
Monumento al Libro de Henryków en el patio de la Abadía

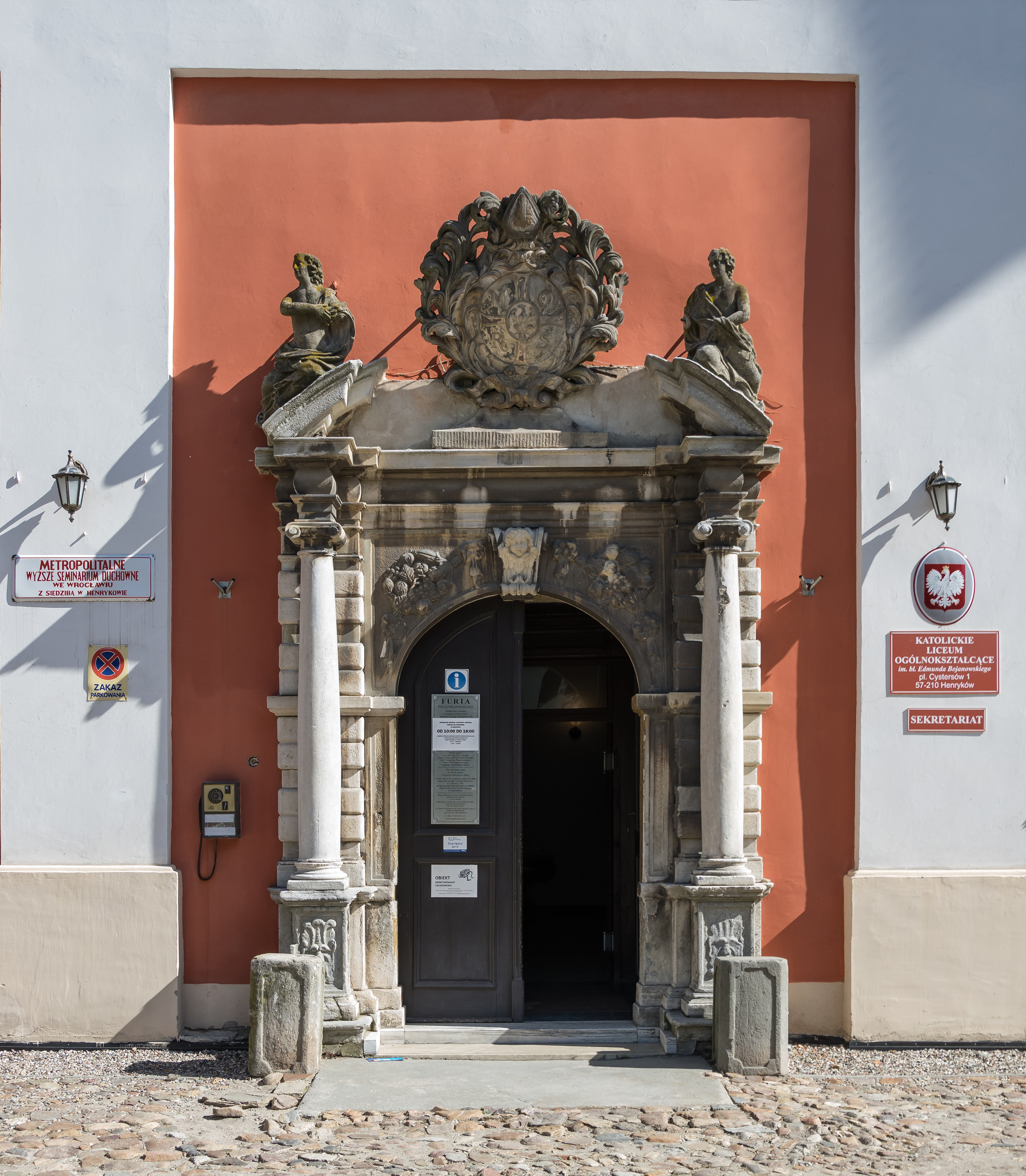
Portada en el edificio del monasterio

El edificio barroco del monasterio fue construido entre el año 1681 y el año 1702 y reconstruido en forma de cuadrilátero en la segunda mitad del siglo XIX. Construido alrededor de un patio rectangular con un ala sur que sobresale. Tres portadas barrocas conducen al interior de las 300 habitaciones: la portada de la corte con la figura de Temida, la portada del monasterio con San Benito y la portada de la abadía con el escudo del abad. En la planta baja hay un refectorio barroco, en el primer piso hay salas representativas: la sala del Príncipe, la sala de Púrpura, la sala del Roble y la sala Papal. La sala del Roble tiene un suelo de parqué con ricas incrustaciones y paneles de madera decorados con guirnaldas florales y frutales (todo ello realizado por tallistas de Henryków). La sala de Púrpura, destinada a la recepción de invitados distinguidos, tiene las paredes y la tapicería de los muebles de color púrpura, tiene también una chimenea de mármol. Contiene seis pinturas de Willmann que representan a los fundadores de la abadía. En el refectorio hay una cocina rococó multicolor (cada azulejo está pintado a mano) y bancos de roble del siglo XVIII. La capilla del seminario está decorada con paneles renacentistas.
El patio del monasterio está rodeado de dependencias residenciales y edificios agrícolas. Alrededor del monasterio hay un parque barroco con un jardín de los abades conservado en su forma original. En su centro hay un edificio, el antiguo comedor de verano de los abades. Junto al monasterio se erigió un monumento que recuerda la creación del Libro de Henryków, que es un objeto histórico tan famoso como la propia abadía.
En el parque del monasterio crece el tercer tejo más antiguo de Polonia.